# 阿巴拉克省
15°27′08″N 6°16′42″E / 15.45222°N 6.27833°E

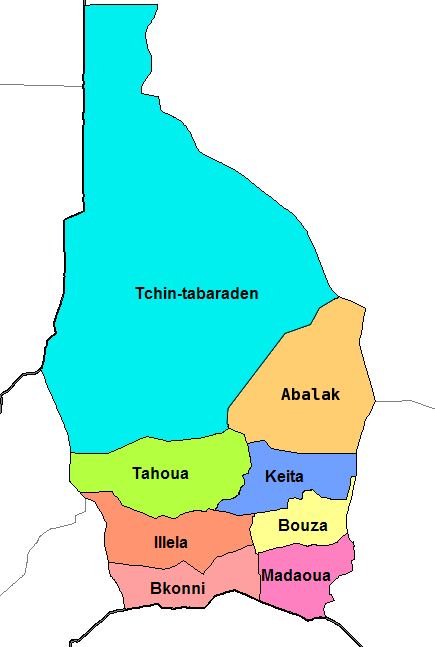

阿巴拉克省（法語：Abalak），是尼日爾的省份，位於該國西部，由塔瓦大區負責管轄，南面是凱塔省，面積77,445平方公里，2011年人口112,273，人口密度每平方公里1.4人。